# Gemuruh (Kundur Barat)
Gemuruh is een bestuurslaag in het regentschap Karimun   van de provincie Riau-archipel, Indonesië. Gemuruh telt 3.383 inwoners (volkstelling 2010).